# Pserimos
Die griechische Insel Pserimos (griechisch Ψέριμος (f. sg.)) wird von der Gemeinde Kalymnos in der Region Südliche Ägäis verwaltet.

## Lage
Pserimos ist die größte Nebeninsel der Gemeinde Kalymnos. Die Insel liegt im östlichen Ägäischen Meer etwa 3,5 Kilometer nördlich von Kos und fünf Kilometer östlich von Kalymnos. Nach Nordosten beträgt die kürzeste Entfernung zur kleinasiatischen Bodrum-Halbinsel (türkisch Bodrum Yarımadası) acht Kilometer. In unmittelbarer Küstennähe liegen einige Felseninselchen. Etwa einen Kilometer westlich liegt die unbewohnte Insel Platy. Einziger Ort und Hafen ist Avlakia (Αυλάκια (n. pl.)) in der Bucht von Pserimos (Όρμος Ψερίμου) auf der Südseite.
Das Landschaftsbild der wasserarmen Insel wird überwiegend von niedriger Strauchvegetation geprägt. Pserimos ist hügelig bis bergig und erreicht im Nordosten mit 268 m die höchste Erhebung.

## Geschichte
Nach Homers Schiffskatalog war Pserimos Teil der Kalydna Gruppe. Nach der einzig bekannten Inschrift von Pserimos war die Insel im 3. Jahrhundert n. Chr. unter der Kontrolle von Kos.
Seit der Antike ist Pserimos für die Kapern bekannt. Heute fördert die Gemeindeverwaltung den Anbau von Olivenbäumen, inzwischen wurden nordöstlich des Dorfes etwa 6000 Bäume gepflanzt. Die rund 70 Einwohner leben hauptsächlich vom Fischfang und Tourismus. In der großen Bucht im Osten wird Fischzucht betrieben.
Außer dem von einigen Tavernen gesäumten 170 m langen schönen Sandstrand und der am nördlichen Ortsausgang des Dorfes gelegene Kirche, die der Kimisis tis Panagias (Κοίμησης της Παναγίας ‚Entschlafung der Jungfrau‘) geweiht ist, gibt es keine weiteren Sehenswürdigkeiten auf der fast nur von Tagestouristen besuchten Insel. Etwa 1,5 km nordwestlich des Ortes in einer langgezogenen Bucht liegt die Kirche Panagia Grafiotissa (Παναγία Γραφιώτισσα).
| Jahr      | 1947 | 1951 | 1961 | 1971 | 1981 | 1991 | 2001 | 2011 |
| --------- | ---- | ---- | ---- | ---- | ---- | ---- | ---- | ---- |
| Einwohner | 264  | 233  | 157  | 108  | 072  | 079  | 130  | 080  |

Entgegen den offiziellen Angaben leben ganzjährig deutlich weniger Menschen auf der Insel, im Winter 2008/2009 maximal 30.

## Bildung
Um Schulkindern auf Kleininseln den Besuch einer weiterführenden Schule zu ermöglichen erprobt die Präfektur Dodekanes in Zusammenarbeit mit dem Fachbereich Informatik der Universität der Ägäis die Teleschule. Eine Ausweitung auf andere Kleininseln und abgelegene Gemeinden ist bei erfolgreichem Projektverlauf geplant.